# Elecciones al Congreso de los Diputados de noviembre de 2019 (Gerona)
Las elecciones al Congreso de los Diputados de noviembre de 2019 se celebraron en la provincia de Gerona el domingo 10 de noviembre, como parte de las elecciones generales convocadas por Real Decreto dispuesto el 4 de marzo de 2019 y publicado en el Boletín Oficial del Estado el día siguiente. Se eligieron los 6 diputados del Congreso correspondientes a la circunscripción electoral de Gerona, mediante un sistema proporcional (método d'Hondt) con listas cerradas y un umbral electoral del 3%.

## Resultados
Los comicios depararon 2 escaños a Esquerra Republicana de Catalunya-Sobiranistes y a Junts per Catalunya-Junts, y 1 al Partido de los Socialistas de Cataluña y a En Comú Podem
| Candidatura                                          | Candidatura                                                       | Votos   | %                                       | Escaños                                 |
| ---------------------------------------------------- | ----------------------------------------------------------------- | ------- | --------------------------------------- | --------------------------------------- |
|                                                      | Esquerra Republicana de Catalunya-Sobiranistes (ERC-Sobiranistes) | 91 932  | 26,01                                   | 2                                       |
|                                                      | Junts per Catalunya-Junts (JxCAT-Junts)                           | 88 060  | 24,92                                   | 2                                       |
|                                                      | Partido de los Socialistas de Cataluña (PSC-PSOE)                 | 52 723  | 14,92                                   | 1                                       |
|                                                      | En Comú Podem-Guanyem el Canvi (En Comú Podem-GeC)                | 33 710  | 9,54                                    | 1                                       |
|                                                      |                                                                   |         |                                         |                                         |
| CUP (CUP)                                            | CUP (CUP)                                                         | 31 703  | 8,97                                    | 0                                       |
| Vox (Vox)                                            | Vox (Vox)                                                         | 18 489  | 5,23                                    | 0                                       |
| Partido Popular (PP)                                 | Partido Popular (PP)                                              | 17 449  | 4,94                                    | 0                                       |
| Cs (Cs)                                              | Cs (Cs)                                                           | 13 869  | 3,92                                    | 0                                       |
| Partido Animalista Contra el Maltrato Animal (PACMA) | Partido Animalista Contra el Maltrato Animal (PACMA)              | 3724    | 1,05                                    | 0                                       |
| Recortes Cero-Grupo Verde (Recortes Cero-GV)         | Recortes Cero-Grupo Verde (Recortes Cero-GV)                      | 508     | 0,14                                    | 0                                       |
| Por un Mundo Más Justo (PUM+J)                       | Por un Mundo Más Justo (PUM+J)                                    | 339     | 0,10                                    | 0                                       |
| Partido Comunista de los Pueblos de España (PCPE)    | Partido Comunista de los Pueblos de España (PCPE)                 | 327     | 0,09                                    | 0                                       |
| Partido Comunista de los Trabajadores de España      | Partido Comunista de los Trabajadores de España                   | 316     | 0,09                                    | 0                                       |
| Izquierda en Positivo (IZQP)                         | Izquierda en Positivo (IZQP)                                      | 246     | 0,07                                    | 0                                       |
| Votos válidos                                        | Votos válidos                                                     | 353 395 | 100,00                                  | 6                                       |
| Votos nulos                                          | Votos nulos                                                       | 2099    | Participación: · \| \| 68,16 % \| 7,93% | Participación: · \| \| 68,16 % \| 7,93% |
| Votantes                                             | Votantes                                                          | 357 801 | Participación: · \| \| 68,16 % \| 7,93% | Participación: · \| \| 68,16 % \| 7,93% |
| Electores                                            | Electores                                                         | 524 978 | Participación: · \| \| 68,16 % \| 7,93% | Participación: · \| \| 68,16 % \| 7,93% |
|                                                      | 68,16 %                                                           |         |                                         |                                         |

## Diputados electos
Relación de diputados electos:
| N.º | Nombre                 | Lista | Lista            |
| --- | ---------------------- | ----- | ---------------- |
| 1   | Montserrat Bassa Coll  |       | ERC-Sobiranistes |
| 2   | Mariona Illamola Dausà |       | Junts            |
| 3   | Marc Lamuà Estañol     |       | PSC-PSOE         |
| 4   | Joan Margall Sastre    |       | ERC-Sobiranistes |
| 5   | Sergi Miquel Valentí   |       | Junts            |
| 6   | Laura López Domínguez  |       | ECP              |